# 34555 Yuliamaslova
34555 Yuliamaslova è un asteroide della fascia principale. Scoperto nel 2000, presenta un'orbita caratterizzata da un semiasse maggiore pari a 3,1092276 au e da un'eccentricità di 0,0717079, inclinata di 3,15774° rispetto all'eclittica.